# Comité de Expertos para la Creación de Entornos Digitales Seguros para la Infancia y la Juventud

## Comité de Expertos para la Creación de Entornos Digitales Seguros para la Infancia y la Juventud
El Comité de Expertos para la Creación de Entornos Digitales Seguros para la Infancia y la Juventud es un órgano asesor creado por el Ministerio de Juventud e Infancia de España en 2024. Su propósito es analizar los riesgos asociados al uso de tecnologías digitales por parte de menores y proponer medidas para garantizar su seguridad en entornos digitales.

### Composición
El Comité  está formado por 50 especialistas independientes en áreas como educación, psicología, derecho y tecnologías digitales. Entre sus miembros se incluyen académicos, representantes de organizaciones no gubernamentales y expertos en protección de datos.

### Objetivo
El principal objetivo del comité es desarrollar recomendaciones para crear entornos digitales más seguros para la infancia y la juventud. Entre sus líneas de trabajo se encuentran:  
- La prevención de riesgos relacionados con el uso de tecnologías digitales.
- La protección de los derechos fundamentales de los menores en el ámbito digital.
- La recomendación de medidas preventivas y paliativas relacionadas con el uso de tecnologías digitales por menores, en los ámbitos escolar y privado.

### Metodología
El comité se organizó en seis grupos de trabajo especializados, que abordaron cuestiones como la exposición de menores en redes sociales, el impacto de las tecnologías en el aula y las responsabilidades de la industria tecnológica. Cada grupo elaboró un análisis multidisciplinar que sirvió como base para las recomendaciones finales.

### Informe
En diciembre de 2024, el comité publicó un informe de 150 páginas que incluye un diagnóstico detallado sobre el impacto de las tecnologías digitales en la infancia y la adolescencia. El documento propone 107 medidas, clasificadas en plazos de implementación a corto, medio y largo plazo.
Este informe destaca:
- La importancia de establecer límites de uso según la edad de los menores.[3]
- La necesidad de implementar sistemas de control parental y verificación de edad.[4]
- La preocupación por el "sharenting", o la sobreexposición de menores en redes sociales por parte de sus padres.[3]

### Impacto
Las recomendaciones del comité han servido de base para la elaboración de una Estrategia Nacional de Entornos Digitales Seguros y para el desarrollo de un Anteproyecto de Ley Orgánica destinado a proteger a los menores en el ámbito digital.
Como resultado de las recomendaciones del Comité, en 2025 el Gobierno de España presentó la Estrategia Nacional de Entornos Digitales Seguros para la Infancia y la Juventud. Esta estrategia establece un marco de actuación para mitigar los riesgos digitales a los que se enfrentan los menores, promoviendo la educación digital, el desarrollo de herramientas de control parental y la cooperación con las principales plataformas tecnológicas.
Los ejes principales de la estrategia incluyen:
Educación y concienciación: Programas de formación sobre el uso seguro de internet dirigidos a familias, docentes y menores.
Regulación y supervisión: Propuestas legislativas para reforzar la protección de los derechos digitales de los menores.
Colaboración con la industria: Acuerdos con empresas tecnológicas para implementar sistemas de verificación de edad y control de contenidos inapropiados.
Anteproyecto de Ley Orgánica para la Protección de los Menores en el Ámbito Digital
En paralelo, el Ministerio de Juventud e Infancia trabaja en un Anteproyecto de Ley Orgánica que busca establecer obligaciones específicas para las plataformas digitales en materia de protección infantil. Entre las medidas contempladas se incluyen:
La prohibición de ciertos algoritmos que fomenten la adicción en menores.
La obligación de que las plataformas implementen mecanismos efectivos de verificación de edad.
Sanciones para empresas que no cumplan con las normativas de protección infantil en internet.